# ميقاتي (صلاة)
الميقاتي أو الموقت هو الشخص المسؤول عن تنظيم أوقات الصلاة.

## تاريخياً
كان تنظيم أوقات الصلاة وفقاً للممارسات المتبعة قبل القرن الثالث عشر على الأقل يقع على عاتق المؤذن. وكان لزاماً عليهم أن يلموا بالمبادئ الأولية لعلم الفلك الشائع. فقد كان عليهم معرفة الظلال في لحظات الظهر والعصر من كل شهر، كما عليهم أن يعرفوا أي منزل قمري يظهر عند مطلع الفجر ويختفي عند هبوط الليل، وكانت هذه المعلومات مصاغة بشكل يسمح بحفظها.  لذلك لم يكن المؤذنون بحاجة إلى الاستعانة بجداول أو آلات فلكية. 
في القرن الثامن الميلادي، نجد في مصر أول إشارة إلى «الميقاتي» (أو الموقت) الفلكي المحترف المرتبط بمؤسسة دينية، الذي تقوم مهمته الأساسية على تنظيم أوقات الصلاة. كما ظهر في العصر نفسه فلكيون موصوفون كميقاتيين، متخصصون في علم الفلك الكروي وفي القياس الفلكي للوقت، لكن دون أن يكونوا مرتبطين بالضرورة بمؤسسة دينية معينة.

## أشهر الموقتين
- أبو على المراكشي: كان مقيماً في القاهرة في نهاية القرن الثامن. وضع مؤلفاً موجزاً عن علم الفلك الكروي وعن الآلات، عرف بـ «جامع المبادئ والغايات في علم الميقات». وقد كتب لهذا المؤلف أن يحدد مسار علم الميقات لقرون عديدة. وقد تم دراسته للمرة الأولى على يدي كل من سيديّو (Sedillot) الأب والابن في القرن التاسع عشر.

- شهاب الدين المقسي: معاصر للمراكشي. اقتبس مجموعة جداول من مجموعة أكثر قدما وأقل اتساعاً، كان قد ألفها الفلكي ابن يونس المصري في القرن العاشر. وتعطي هذه الجداول الوقت المنقضي منذ شروق الشمس تبعاً لارتفاعها ولخط الطول، وذلك لخط العرض الخاص بالقاهرة. كما وضع مؤلفاً واسعاً حول نظرية المزولة، يتضمن جداول إحداثيات تسمح برسم المنحنيات على المزاول الأفقية لخطوط عرض مختلفة.

- الفلكي القاهري نجم الدين: وهو معاصر المراكشي والمقسي، وضع جدولاً لقياس الوقت، كان من المفترض أن يصلح لجميع خطوط العرض وأن يستخدم نهاراً بواسطة الشمس وليلاً بواسطة النجوم.

- الفلكي الحلبي ابن السراج: اخترع مجموعة من الاسطرلابات وربعيات خاصة، وجداول في حساب المثلثات كانت تهدف إلى قياس الوقت. تمثل أعماله هذه ذروة الإنجازات الإسلامية في مجال الآلات الفلكية.
- المزي: فلكي سوري درس علم الفلك في مصر. وضع مجموعة جداول للزاويا الساعية وجداول أخرى للصلاة خاصة بدمشق.
- ابن الشاطر: فلكي سوري درس علم الفلك في مصر. وضع بضعة جداول للصلاة تتعلق بمكان لم تتم الإشارة إليه، وقد يكون طرابلس. ابتكر أجمل مزولة عرفت في العصر الإسلامي الوسيط.
- شمس الدين الخليلي: أعاد حساب جداول المزي مع الوسيطين الجديدين (خط عرض المكان وميل فلك البروج) الذين وجدهما ابن الشاطر.